# Hulaan
Hulaan is een bestuurslaag in het regentschap Gresik van de provincie Oost-Java, Indonesië. Hulaan telt 6855 inwoners (volkstelling 2010).